# Kyle Miller
Kyle Miller (Estados Unidos) es un nadador estadounidense retirado especializado en pruebas de estilo libre media distancia, donde consiguió ser campeón mundial en 1982 en los 4x200 metros estilo libre.

## Carrera deportiva
En el Campeonato Mundial de Natación de 1982 celebrado en Guayaquil (Ecuador), ganó la medalla de oro en los relevos de 4x200 metros estilo libre, con un tiempo de 7:21.09 segundos, por delante de la Unión Soviética (plata con 7:24.91 segundos) y Alemania del Oeste (bronce con 7:25.46 segundos).